# Martino Pesenti
Martino Pesenti (Venezia, 1600 – Venezia, prima del 15 marzo 1648) è stato un compositore, organista e clavicembalista italiano.

## Biografia
Martino Pesenti nacque cieco e soffrì di paralisi. Fu allievo di Giovanni Battista Grillo (vecchie fonti riportano Claudio Monteverdi). Lavorò esclusivamente a Venezia, come insegnante di musica, accordatore e come musicista, esibendosi in serate musicali e balli della borghesia veneziana. Era buon amico con l'editore Alessandro Vincenti, che pubblicò l'opera completa di Pesenti nel 1630 e lo chiamò in una dedica esuberante miracolo del Nostro Secolo.

## Opere
Pesenti compose opere nello stile concertante, tra cui un solo libro di musica sacra. Conosciuti sono sette libri di madrigali, un libro di arie ad una voce sola, un libro di messe e mottetti ad una e tre voci e quattro libri con movimenti di danza per strumento a tastiera e in parte per strumento a tastiera con altri strumenti. Nonostante lo sviluppo del proprio linguaggio musicale, nel Libro di madrigali del 1638 si sente ancora chiaramente il linguaggio musicale di Monteverdi.